# Copris vrydaghi
Copris vrydaghi är en skalbaggsart som beskrevs av Ferreira 1962. Copris vrydaghi ingår i släktet Copris och familjen bladhorningar. Inga underarter finns listade i Catalogue of Life.